# 埃迪特·克勒松
埃迪特·克勒松（法語：Édith Cresson，1934年1月27日—），法国社会党女性政治家、前总理（1991－1992）。她是法國第一位女性總理。

## 法国总理
原姓康皮翁。出身于公务员家庭，在高等商业学校学习，获人口统计学博士学位。1959年与普吉奥汽车公司高级职员雅克·克勒松结婚。1965年加入社会党，在当年弗朗索瓦·密特朗失败的总统竞选运动中尽力效劳。1975年她竞选议员失败，后当选为蒂勒市市长（1977年），欧洲议会议员（1979—1981）和沙泰勒罗市市长。
1981年密特朗当选为法国总统后，她先后出任农业部、旅游和对外贸易部、工业和对外贸易部以及欧洲事务部部长，以直言不讳和具有斗争精神而闻名。1986年克勒松当选为代表维埃纳省的社会党议员。
1991年米歇尔·罗卡尔辞去法国总理职务后，總統密特朗任命她为总理，她成為法國第一位女總理。她力求改进法国工业的竞争能力，同时减少社会的不平等现象。她任职不到一年，由于失业率增加和选民对社会党的支持率下降，促使密特朗免去她的总理职务。

## 欧盟委员
1995年克勒松被欧盟委员会任命为负责教育、科学和研究的委员，1999年克勒松执意安插自己的牙医作为自己的“科学顾问”。该牙医已经66岁，超过了在欧盟委员会任普通职务的年龄，但克勒松仍让欧盟委员会任命他为“访问科学家”，实际工作却是克勒松夫人的私人助手。这件“裙带风”丑闻导致以雅克·桑特为主席的欧盟委员会于3月集体辞职。2004年7月19日欧盟委员会决定将克勒松涉嫌滥用职权一案提交欧洲法院。这在欧盟历史上尚属首例。2006年7月欧洲法院判决克勒松夫人滥用职权罪名成立，但法院判定对她免予处罚。

## 生涯
- 1974年：社会党负责青年事务全国副书记。
- 1979年：欧洲议会议员
- 1981年：农业部长
- 1983年：贸易部长
- 1984年：工业和发展部长
- 1986-1990年：维埃纳地区副议长（国民议会议员）
- 1991年5月，弗朗索瓦·密特朗任命她为总理，1992年4月辞职
- 1995-1999年，负责教育，研究和科学事务欧盟专员。

## 克勒松内阁（1991.5.15 - 1992.4.2）
- 克勒松 - 总理
- 洛朗·迪马 – 外交部长
- 皮埃尔·若克斯 – 国防部长
- 菲利普·马尚德 – 内政部长
- 皮埃尔·贝雷戈瓦 – 经济，财政，预算和私有化部长
- 罗歇·弗朗 – 工业部长
- 马蒂娜·奥布里 – 劳工，就业和职业培训部长
- 亨利·纳莱 – 司法部长
- 利昂内尔·若斯潘 – 国家教育部长
- 雅克·朗 – 文化与传播部长
- 路易·梅尔马兹 – 农业和林业部长
- 布利斯·拉兰德 – 环境部长
- 弗雷德里克·布勒丹 – 青年和体育部长
- 路易·勒庞塞克 – 海外省和海外领地部长
- 保罗·吉勒斯 – 交通，住房，空间和设备部长
- 让·波佩伦（Jean Poperen） – 与议会关系部长
- 埃德维热·阿维瑟 – 合作与发展部长
- 让-皮埃尔·苏瓦松 – 公务员和行政现代化部长
- 米歇尔·德勒巴尔 – 城市和区域规划部长
- 于贝尔·居里安 – 研究和技术部长
- 让-路易·比安科 – 社会事务和一体化部长

### 引用
1. ↑  . 新华网. 2006-07-12  [2013-08-05]. （原始内容存档于2013-08-05）.